# Nobuhiro Maeda
Nobuhiro Maeda (jap. 前田 信弘, Maeda Nobuhiro; * 3. Juni 1973 in der Präfektur Kagawa) ist ein ehemaliger japanischer Fußballspieler.

## Karriere
Maeda erlernte das Fußballspielen in der Schulmannschaft der Marugame High School und der Universitätsmannschaft der Dōshisha-Universität. Seinen ersten Vertrag unterschrieb er 1996 bei den Verdy Kawasaki. Der Verein spielte in der höchsten Liga des Landes, der J1 League. 1998 wechselte er zum Ligakonkurrenten Vissel Kobe. Für den Verein absolvierte er 32 Erstligaspiele. 2000 wechselte er zum Ligakonkurrenten Shimizu S-Pulse. 2001 wechselte er zum Zweitligisten Albirex Niigata. 2004 wechselte er zu Albirex Niigata (Singapur). Ende 2004 beendete er seine Karriere als Fußballspieler.

## Erfolge
Verdy Kawasaki
- J.League Cup

Finalist: 1996
- Kaiserpokal

Sieger: 1996
Shimizu S-Pulse
- Kaiserpokal

Finalist: 2000